# Hortaleza (stacja metra)
Hortaleza – stacja metra w Madrycie, na linii 4. Znajduje się w dzielnicy Hortaleza, w Madrycie i zlokalizowana jest pomiędzy stacjami Manoteras i Parque de Santa María. Została otwarta 11 kwietnia 2007.